# サッカー (任天堂)
『サッカー』は、1985年4月9日に任天堂から発売されたファミリーコンピュータ用スポーツゲームである。

## 概要
サイドビュー横スクロール型画面のグラウンドで、単純にサッカーをプレイしていくという内容。ファミコン初のサッカーゲームで、その後の各種サッカーゲームの基本となった。1人用でコンピュータと対戦するほか、2人用でプレイヤー同士の対戦プレイもできる。

## ゲーム内容

### システム
ゲームスタート時に出てくる選択画面において、チーム・レベル・ハーフタイムを選択することができる。
チーム
各国の代表チームという設定で、アメリカ・イギリス（「イングランド」でないことに注意）・フランス・ドイツ（当時の西ドイツ）・ブラジル・日本・スペインの7ヶ国から選択できる。国により選手の肌とユニフォームの色が異なるが、どの国も実力は全く同じである。選手の能力もすべて同じで、単にグラフィックのみの違いである。
レベル
1～5までの5段階。このゲームでは下に記すように選手がコンピュータの判断で動くが、その動きはレベルが高いほど巧妙である。
ハーフタイム
15分・30分・45分の中から選択できる。ただし、時間の進み方は現実世界よりずっと速い。

### プレイ内容
選手は1チームにつき5人＋ゴールキーパー1人である。プレイヤーがコントロールできるのは選手のうち1人だけ。コントローラーのBボタンを押したときに、その時点で最もボールに近い位置にいる選手をコントロールすることができる。それ以外の選手はコンピュータの判断により自動的に動く。シュート、パスなどはキックによる物の一つのみでヘディングによるシュート、パス、ディフェンスは存在しない。ボールは跳ねたりはしないためプログラムの仕様上コーナーキックは発生しづらい。
ゴールキーパーは常時コントロールすることができるがパンチングによる守備はなくボールに触るとキャッチする。ペナルティーエリアの外に出させることはできない。
ロスタイム制度がないがオフサイドの反則はプログラムされている。
時間内に決着がつかなかった場合、PK戦となる。双方が5回ずつシュートしても決着がつかなかった場合は引き分けとして終了となる。

## 移植版
| No. | タイトル                                      | 発売日                        | 対応機種         | 開発元                     | 発売元                 | メディア                              | 型式    | 売上本数                      | 備考                                                 |
| --- | --------------------------------------------- | ----------------------------- | ---------------- | -------------------------- | ---------------------- | ------------------------------------- | ------- | ----------------------------- | ---------------------------------------------------- |
| 1   | VS.サッカー                                   | 1985年                        | アーケード       | 任天堂 岩崎技研工業        | 任天堂レジャーシステム | 業務用基板                            | -       | -                             | 任天堂VS.システム対応                                |
| 2   | サッカー                                      | 1986年2月21日                 | ディスクシステム | 任天堂 岩崎技研工業        | 任天堂                 | ディスクカード片面                    | FMC-SCC | 販売：15万本 書き換え：20万回 |                                                      |
| 3   | どうぶつの森e+                                | 2003年6月27日                 | ゲームキューブ   | 任天堂                     | 任天堂                 | 8cm光ディスク                         | -       | -                             | ファミリーコンピュータ版の移植でミニゲームとして収録 |
| 4   | サッカー                                      | 2006年11月19日 2006年12月22日 | Wii              | インテリジェントシステムズ | 任天堂                 | ダウンロード （バーチャルコンソール） | -       | -                             | ファミリーコンピュータ版の移植                       |
| 5   | サッカー                                      | 2014年6月12日 2014年12月3日   | Wii U            | インテリジェントシステムズ | 任天堂                 | ダウンロード （バーチャルコンソール） | -       | -                             | ファミリーコンピュータ版の移植                       |
| 6   | ファミリーコンピュータ Nintendo Switch Online | 2018年9月19日                 | Nintendo Switch  | 任天堂                     | 任天堂                 | ダウンロード                          | -       | -                             | ファミリーコンピュータ版の移植                       |
| 7   | サッカー                                      | 2020年10月23日                | Nintendo Switch  | インテリジェントシステムズ | ハムスター             | ダウンロード                          | -       | -                             | アーケード版の移植                                   |

## スタッフ
- エグゼクティブ・プロデューサー：山内溥
- プロデューサー：生野鋼三
- プログラマー：湯上裕之、ラム大山、ロム堂前
- アート・デザイナー：山村康久
- ミュージック：近藤浩治
- コ・ディレクター：ターボ太田、北西亮一
- スペシャル・サンクス：中村俊之、中嶋健之、仙石敏男、KYO IIJIMA、HIDE SUZUKI、YASE SOBAJIMA、成広通

## 評価
ゲーム誌『ファミリーコンピュータMagazine』の1991年5月10日号特別付録「ファミコンロムカセット オールカタログ」では、「操作方法は単純で、2人で遊ぶと、いつの間にか、白熱した試合になってしまう。その反面、1人プレイ時のコンピュータが弱すぎ、ゲームが単調になってしまうのが欠点だ。黎明期のファミコンを支えてきたゲームだが、今となっては見劣りする」と紹介されている。